# 夏飘拂草
夏飘拂草（学名：Fimbristylis aestivalis）为莎草科飘拂草属下的一个种。

## 扩展阅读
- 維基物種上的相關：夏飘拂草